# Хуан Карлос Калво
Хуан Карлос Калво (Монтевидео, 26. јун 1906 — 12. октобар 1977) био је уругвајски фудбалер. Био је део тима који је освојио први светски куп 1930. године за Уругвај, али није одиграо ниједан меч на турниру. Био је играч Мирамара Мисионеса .